# Hubert Preibsch

Hubert Preibsch

Hubert Preibsch (* 2. November 1892 in Johannesthal; † 25. August 1959 in Neuhofen an der Krems) war ein sudetendeutscher Politiker (NSDAP).

## Leben und Wirken
Nach dem Besuch von Volksschulen in Friedeberg, Hotzenplotz und Weidenau und von Gymnasien in Weidenau und Mährisch Schönberg studierte Preibsch von 1912 bis 1914 Rechtswissenschaften an der Universität Wien Wien. Ab 1914 nahm er als Kriegsfreiwilliger beim k.-und-k.-Infanterieregiment Nr. 93 am Ersten Weltkrieg teil, in dem er die meiste Zeit als Zug- und Kompanieführer in den Karpaten und in den Alpen eingesetzt wurde. Kurz vor Kriegsende gehörte er dem Infanterieregiment 119 als Unterrichtsoffizier an. Nach dem Krieg setzte Preibsch sein Studium in Innsbruck fort, wo er 1919 zum Dr. jur. promovierte. Anschließend war er von 1919 bis 1920 als Gerichtspraktikant in Mährisch Schönberg und dann bis 1921 als Rechtsanwaltsanwärter tätig.
Von Februar 1921 bis 1938 betätigte Preibsch sich als Bauernsekretär der Organisation der deutschen Landwirte Mährens in Brünn. Am 19. Mai 1935 wurde er in dieser Organisation zum Landesvertreter für Mähren-Schlesien gewählt. Von Konrad Henlein wurde er zum Landesausschussbeisitzer der Sudetendeutschen Partei berufen. Am 4. Januar 1939 beantragte er die Aufnahme in die NSDAP und wurde rückwirkend zum 1. November 1938 aufgenommen (Mitgliedsnummer 6.754.566). Von Dezember 1938 bis Oktober 1939 war er Arbeitsführer des Gaus Ostsudeten und danach bis 1940 Landesvizepräsident von Böhmen. Ab Juni 1940 fungierte er als Referent bei der Berliner Hauptstelle für den Vierjahresplan.
Anlässlich der Ergänzungswahl vom 4. Dezember 1938 trat Preibsch in den im April 1938 gewählten nationalsozialistischen Reichstag ein, dem er bis zum Ende der NS-Herrschaft im Frühjahr 1945 angehörte.

## Schriften
- Arbeitsziele für die deutschmährische Landwirtschaft, Brünn 1927.
- Forderungen der deutsch-mährischen Landwirtschaft nach Änderung der Sozialversicherung, Brünn 1927.
- Die Landwirtschaft zur Errichtung einer Zentral-Elementarversicherungsanstalt, Brünn 1928.
- Ein schweres Jahr landständischer Arbeit, Brünn 1930.
- Die Zukunft Deutschmährens, Brünn 1931.
- Der unsterbliche Bauer, Brünn 1933.
- Ländliche Gesundheitspflege, Prag 1937.
- Paul Gebauer, Zossen, ein schlesischer Bauernmaler, Brünn 1937.